# Dymnik (osada)
Dymnik – osada w Polsce, położona w województwie warmińsko-mazurskim, w powiecie elbląskim, w gminie Rychliki.
W latach 1975–1998 miejscowość administracyjnie należała do województwa elbląskiego.

## Zabytki
Do wojewódzkiego rejestru zabytków wpisane są obiekty:
- zespół pałacowy, XIX w., w skład którego wchodzą jeszcze:
  - Pałac w Dymniku
  - stajnia
  - budynek gospodarczy
  - park.